# Lahad Datu

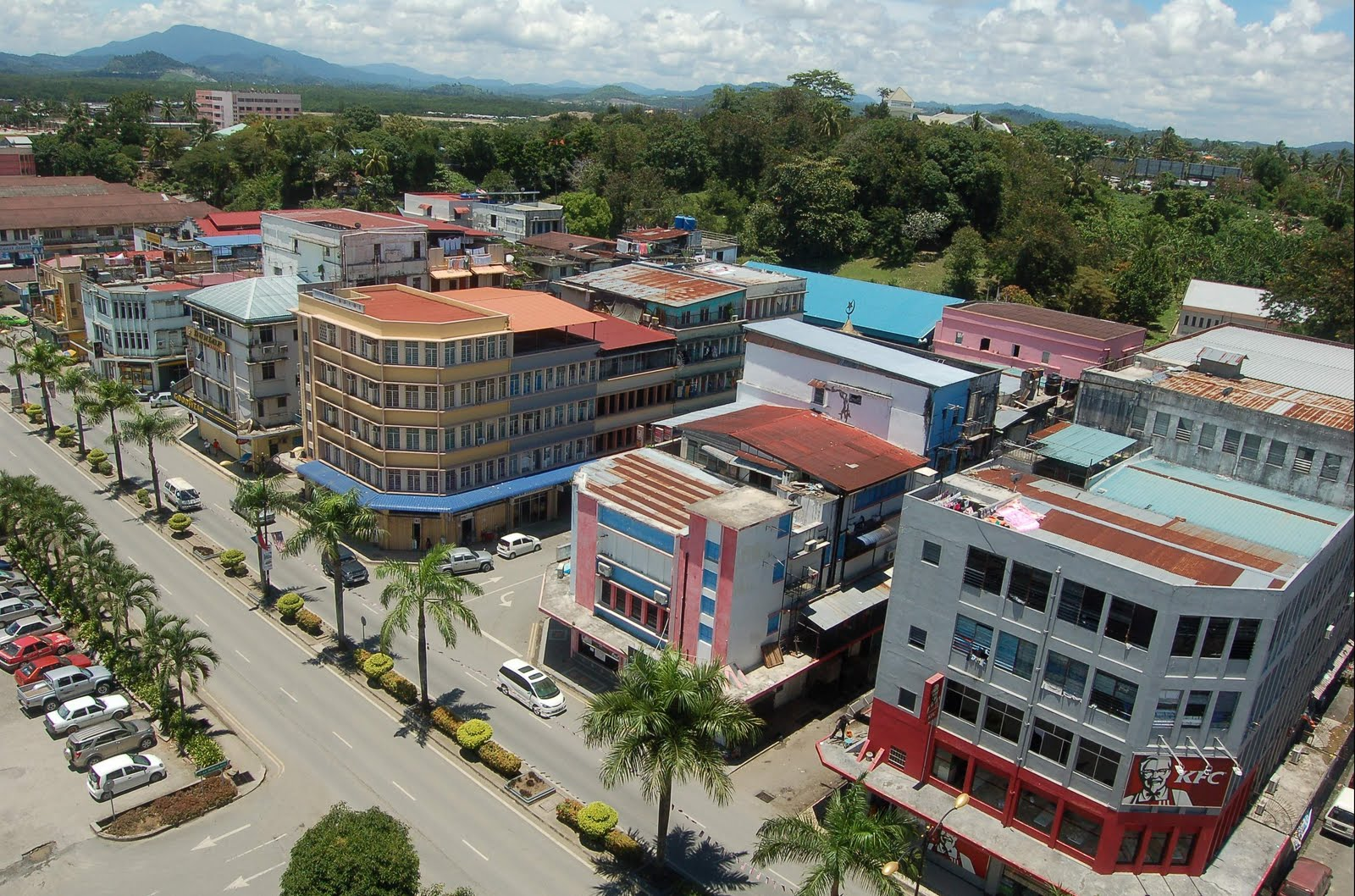
Lahad Datu

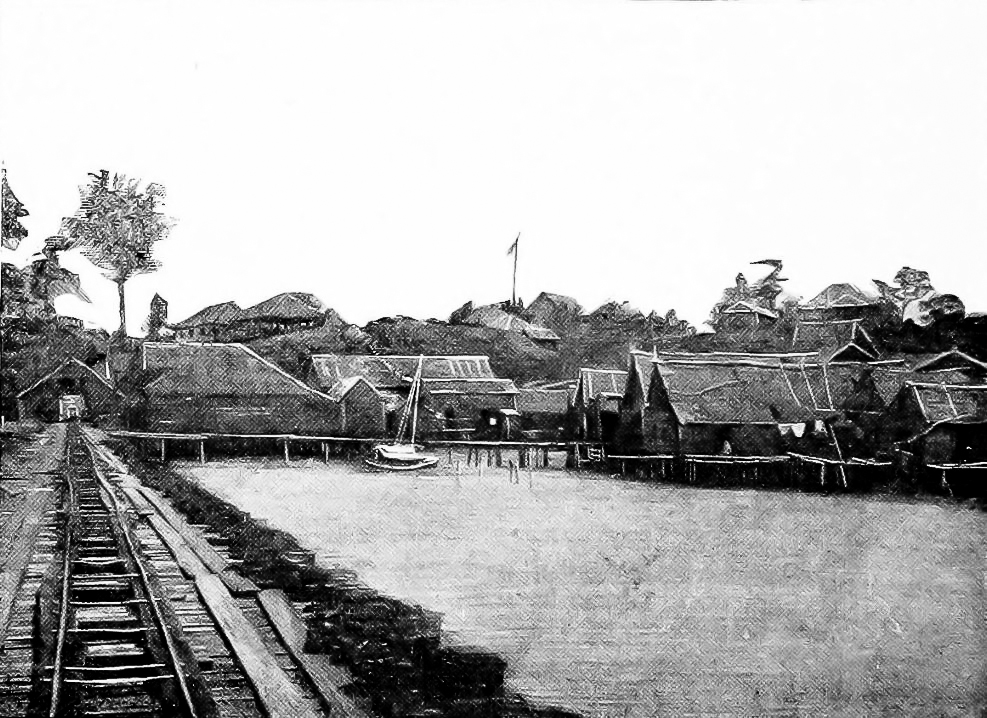
Anlegestelle der New Darvel Bay Tobacco Company in Lahad Datu (ca. 1897)

Lahad Datu ist eine Stadt im malaysischen Bundesstaat Sabah. Lahad Datu liegt an der Ostküste im Norden der Insel Borneo in der zur Sulawesisee offenen Darvel Bay. Die Stadt gehört zum gleichnamigen Verwaltungsbezirk Distrikt Lahad Datu. Sie ist Teil des Gebietes Tawau Division zu dem die Distrikte Kunak, Lahad Datu, Semporna und Tawau und Papar gehören.

## Geschichte
Keramikfunde aus der Ming-Dynastie legen die Vermutung nahe, dass in Lahad Datu bereits seit dem 15. Jahrhundert eine Ansiedlung besteht.
Ende des 14. Jahrhunderts gelangte der Islam erstmals nach Sabah. In einem auf Jawi geschriebenen Manuskript der Idahan-Sprache von 1408 wird ein dem indigenen Volk der Ida'an angehöriger Mann namens Abdullah von der Darvel Bay erwähnt, der sich zum Islam bekehrte.
Gleich östlich von Lahad Datu liegt das Dorf Tungku, das im 19. Jahrhundert als Hochburg der Lanun-Piraten und Sklavenhändler bekannt war.
Gegen Ende des 19. Jahrhunderts siedelte sich die New Darvel Bay Tobacco Company in Lahad Datu an. Das von der North Borneo Chartered Company lizenzierte Unternehmen begann in großem Stil mit dem Tabakanbau.

## Demographie
Die Stadt Lahad Datu hat 27.887 Einwohner. Wie in vielen anderen Städten Sabahs gibt es auch hier eine beträchtliche Anzahl illegaler Immigranten aus den nahegelegenen Philippinen, vor allem aus Sulu und Mindanao, die in der Bevölkerungsstatistik nicht verzeichnet sind. Lahad Datu ist Heimat einer beträchtlichen Anzahl von Bajau und Malaien von den Kokosinseln, die in den 1950er Jahren hier angesiedelt wurden, als die Kokosinseln Teil von Australien wurden.

## Wirtschaft
Lahad Datu ist über weite Strecken von Kakao- und Ölpalmplantagen umgeben. Die Aufarbeitung der Palmprodukte erfolgt in der nahe dem Hafen gelegenen Raffinerie, dem Palm Oil Industrial Cluster (POIC). Die Raffinerie erstreckt sich über eine Fläche von 5 km².

## Bildung
Die Borneo Child Aid Society, die Schul- und Berufsbildung für die mehr als 5000 Kinder der Plantagenarbeiter organisiert, hat ihren Sitz ebenfalls in Lahad Datu. Die private, gemeinnützige Hilfsorganisation, bei den Einheimischen als „Humana Child Aid Society Sabah“ bekannt, gewährt auch Kindern aus anderen Familien einen Zugang zu kostenloser Schulausbildung, wenn die Eltern sich eine öffentliche Schule nicht leisten können. Insgesamt werden über 9000 Kinder in 116 Schulen von der Organisation betreut.

## Infrastruktur
Lahad Datu ist ein wichtiger Hafen für den Export von tropischen Hölzern. Die Stadt ist über den Flughafen Lahad Datu Airport an das nationale Flugnetz angeschlossen.

## Naturreservate
Lahad Datu ist Ausgangspunkt für Besuche und Expeditionen im Schutzgebiet Lembah Danum, im östlich gelegenen Tabin-Wildreservat und in den weiter südlich gelegenen Madai-Höhlen.